# Muscle Car 3: Illegal Street
Muscle Car 3: Illegal Street es un videojuego de carreras desarrollado por 3Romans y publicado por Global Star Software para Microsoft Windows. Es la secuela de Muscle Car 2: American Spirit.

## Jugabilidad
Muscle Car 3 es un juego de carreras de bajo presupuesto protagonizado por muscle cars de los años 70. El juego se basa en su predecesor con 26 coches, 36 circuitos alrededor del mundo y cuatro modos. Los jugadores tienen la opción de construir una carrera a partir de una experiencia amateur, o jugar a policías y deslizadores como el policía o el deslizador. También se puede simplemente conducir un solo recorrido y competir contra sus mejores tiempos o una versión "fantasma" de su mejor carrera.